# وعوع
الوَعْوَع (الجمع: وَعَاوِع) أو الذئب المصري أو الذئب الإفريقي، كان يسمى سابقًا بابن آوى الإفريقي أو ابن آوى إفريقية (الاسم العلمي: Canis lupaster)، نوع من الكلاب ينتمي إلى فصيلة الكلبيات. أعطانه فسيحة الأرجاء تمتد من تنزانيا إلى السودان فمصر فليبيا فتونس فالجزائر فالمغرب فالسنغال. وهو متوسط القد، رشيق القوام طوله نحو 80 سم. لونه إلى الصهبة الرمادية يعلوها مواج أصفر، يسرح في الليل. قوته الطير والجرذان والفئران والأرانب والقواعات والدويبات. كان مصنفًا من قبل أنه نويع من ابن آوى الذهبي لكن دراسة أجريت في 2015 أظهرت أخيرًا أنه نوع منفصل وأن جيناته منحدرة من الذئب الرمادي. وعليه صنف نوعًا جديدًا تحت اسم الذئب الذهبي الإفريقي.

## الوعوع الجزائري

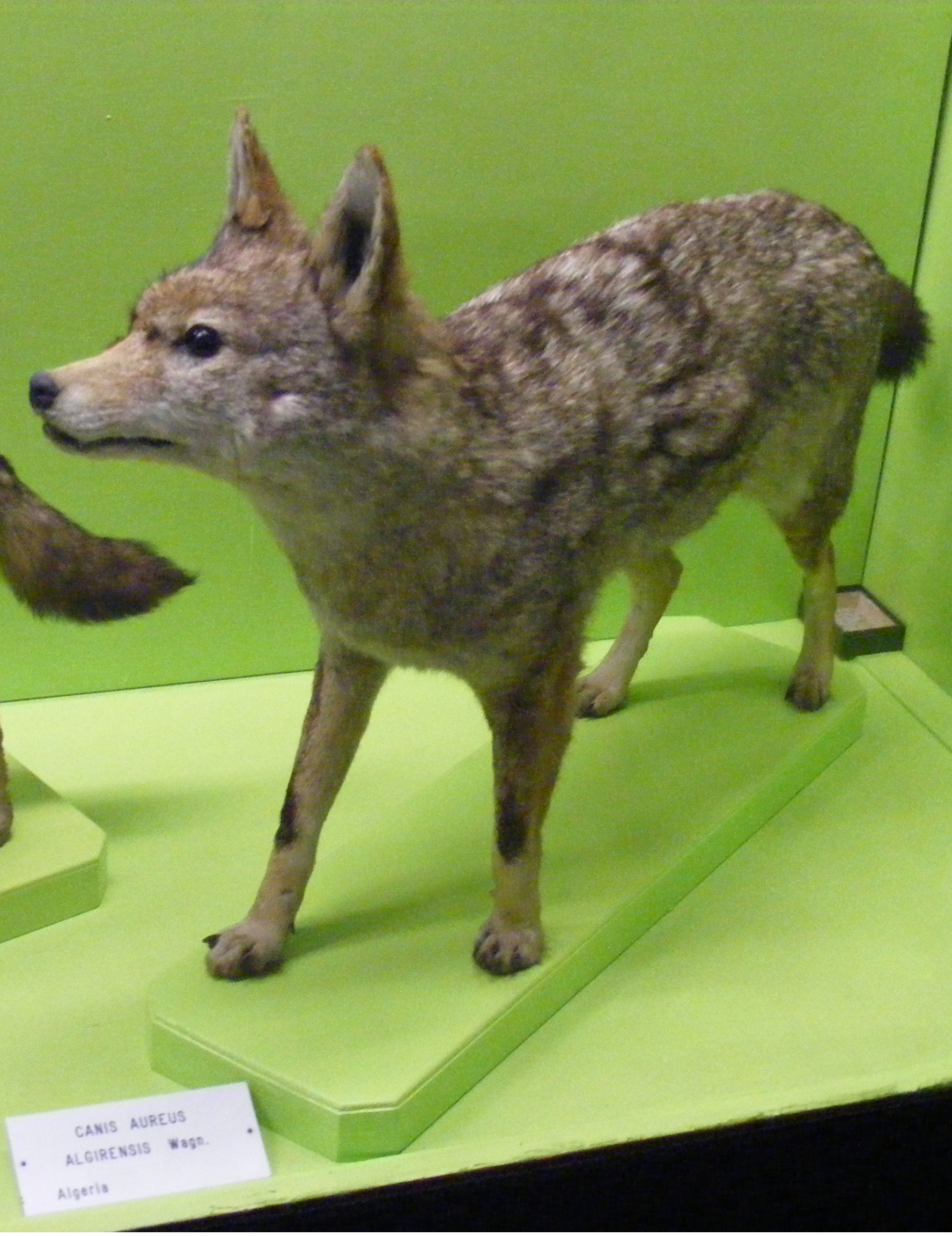

الوعوع الجزائري أو الذئب الجزائري هو نويع من الوعوع يقطن في الجزائر ويمتلك هذا النويع أذنين طويلتين شبيهة بآذان الثعلب، كما يمتلك فراءً ذهبيًا ضارب إلى شيء من الحمرة، بالإضافة للطخة بيضاء على العنق.